# Nai Đài Loan
Nai Đài Loan hay nai Formosa (Danh pháp khoa học: Rusa unicolor swinhoei; chữ Hán: 臺灣水鹿) là một phân loài của loài nai (Rusa unicolor) phân bố ở đảo Đài Loan. Đây là một trong bảy phân loài của loài nai đã được công nhận rộng rãi.

## Đặc điểm
Nai Đài Loan là động vật ăn cỏ bản địa lớn nhất ở đảo Đài Loan. Sự cách biệt về mặt địa lý đã cho chúng trở nên khác biệt với những người anh em của chúng. Nó thay đổi màu lông từ mùa giao phối, mùa động dục, sự thay đổi màu lông này cung cấp cho chúng khả năng ngụy trang để tránh các loài dã thú ăn thịt, bộ lông của nó là màu vàng nâu trong mùa hè và màu nâu tối trong mùa đông. Chúng có lớp lông trắng ở cặp chân.
Như các loài nai khác, chúng rất nhút nhát, thính giác, khứu giác của chúng phát triển tốt, chúng có thính giác và khứu giác phát triển nhằm giúp chúng tránh được nguy hiểm nếu bị kẻ thù xâm hại. Chúng thường sống theo nhóm, tập tính bầy đàn của chúng cao, khi nằm nghỉ hay nhai lại chúng thường tụ tập theo loài riêng rẽ, chúng thích sống theo bầy đàn nhỏ vào khoảng ba con thông thường là một gia đình. Nai đực không đóng vai trò trong việc nuôi con chung, chúng chỉ giao phối với nhóm nai cái trong thời gian động dục. Mùa động dục nai đực thường ăn ít, tính tình dữ tợn có khi gây nguy hiểm cho con người.
Ban ngày nai thường tìm nơi nên tĩnh, kín đáo và an toàn để ngủ, nghỉ, ban đêm tìm kiếm thức ăn và những hoạt động khác. Nai chủ yếu hoạt động vào ban đêm. Nai thường ăn vào lúc khoảng 9, 15, 17 giờ vào buổi sáng, thời gian ăn đêm nhiều hơn ban ngày. Nhưng những ngày nóng nai ăn nhiều vào ban đêm, nếu đêm trời có trăng sáng nai tìm ăn muộn hơn so với đêm trời tối. Trời nóng hoặc quá lạnh thì nai ăn giảm. Trong tự nhiên, nai ăn tạp, sức đề kháng cao, ít mắc bệnh. Thức ăn của nai chủ yếu là cỏ, lá non, cành cây và các loại củ quả

## Sinh sản
Tuổi thành thục về tính của nai là tuổi con vật bắt đầu có phản xạ sinh dục và có khả năng sinh sản. Con cái tuổi động dục lần đầu, con đực có phản xạ giao phối. Tuổi thành thục về tính phụ thuộc vào giống, đặc điểm di truyền của bố mẹ và điều kiện chăm sóc, nuôi dưỡng. Nai mỗi năm đẻ 1 lứa, mỗi lứa đẻ một con ít có trường hợp nào đẻ hai con. Nai là động vật đơn thai. Mùa động dục của nai thay đổi theo vùng địa lý, khí hậu và điều kiện chăm sóc nuôi dưỡng.
Nai động dục theo 2 mùa, mùa động dục thứ nhất từ tháng 2 đến tháng 5 nai thời gian này là mùa động dục chính của nai, mùa động dục thứ 2 từ tháng 7 đến tháng 9. Nhưng ở Tây nguyên ghi nhận mùa động dục của nai lại là tháng 1đến tháng 3 và từ tháng 7 đến tháng 9. Nai có 2 mùa sinh sản rõ rệt. Mùa sinh sản thứ nhất là mùa chính từ tháng 1 đến tháng 2 năm sau. Mùa sinh sản thứ 2 là mùa từ tháng 4 đến tháng 6.